# Cantonul Montpellier-10
Cantonul Montpellier-10 este un canton din arondismentul Montpellier, departamentul Hérault, regiunea Languedoc-Roussillon, Franța.

## Comune
- Grabels
- Juvignac
- Montpellier (parțial, reședință)

De volgende wijken van Montpellier maken deel uit van dit kanton:
- Celleneuve
- La Martelle
- Bionne
- Le Peyrou-Pitot
- Carré du Roi-Faubourg Saint-Jaumes
- Les Arceaux
- Avenue d'Assas
- Père Soulas
- Las Rebès
- Hôpitaux
- Euromédecine
- Zolad
- Château d'O
- Saint-Priest
- Malbosc